# Antocha (Antocha) plumbea
Antocha (Antocha) plumbea is een tweevleugelige uit de familie steltmuggen (Limoniidae). De soort komt voor in het Oriëntaals gebied.